# Yaygir (langue)
 (août 2021).
Le yaygir est une langue aborigène d'Australie aujourd'hui éteinte. Elle était traditionnellement parlée par les Yaygir, dans la région de la Côte Nord en Nouvelle-Galles du Sud.
C'est l'une des deux langues de la branche gumbaynggirrique des langues pama-nyungan, l'autre étant le gumbaynggirr.

## Annexe
- (en) « E10: Yaygir », sur aiatsis.gov.au, Australian Institute of Aboriginal and Torres Strait Islander Studies (consulté le 14 août 2020).